# Chrysobothris shinanensis
Chrysobothris shinanensis es una especie de escarabajo del género Chrysobothris, familia Buprestidae. Fue descrita científicamente por Kano en 1929.